# Каррыев, Ага Каррыевич
Ага Каррыевич Каррыев (4 (17) апреля 1908 либо 1909, аул Кипчак, Асхабадский уезд, Закаспийская область — 27 декабря 1976) — советский туркменский историк и педагог, академик и вице-президент Академии наук Туркменской ССР.

## Биография
Родился в семье народного учителя Союнберды Каррыева. С 1923 года учился в интернате им. Ильбаева в Ашхабаде; вскоре вместе с несколькими другими учениками стал воспитанником Туркмендомпроса в Серебряном бору под Москвой.
В 1926—1931 годах учился на рабфаке в Иванове, после чего проходил обучение в Совпартшколе, музыкально-художественном техникуме и Ашхабадском государственном педагогическом институте, который окончил в 1934 году. В 1934—1935 годах был завучем курсов Совпартшколы при Ташаузском окружном комитете Коммунистической партии Туркменистана (в КПСС вступил ещё в 1932 году). С 1935 по 1938 годы учился в аспирантуре Института Красной профессуры в Москве, по итогам обучения в которой защитил кандидатскую диссертацию и получил должность старшего научного сотрудника в Туркменском НИИ истории.
В 1941—1948 годах преподавал в Туркменском государственном педагогическом институте и возглавлял там кафедру истории СССР.
В 1948 году защитил докторскую диссертацию; в 1951 году был избран членом-корреспондентом Академии наук Туркменской ССР. С 1956 по 1959 год возглавлял институт истории, археологии и этнографии Академии наук Туркменской ССР; в 1960 году возглавил кафедру истории СССР Туркменского университета имени М. Горького.
В 1968 году был назначен директором института истории Академии наук Туркменской ССР; в 1975 году занял пост вице-президента Академии наук Туркменской ССР. Был главным редактором журнала «Известия Академии наук Туркменской ССР, серия общественных наук», имел звание заслуженного деятеля науки и техники, был награждён двумя орденами и несколькими медалями.
Был автором в общей сложности более 100 научных работ. Сферой научных интересов Каррыева была история туркменского народа в XVIII—XIX веках. Основные труды: «Исторические корни дружбы русского и туркменского народов» (1950), «Присоединение Туркменистана к России и его прогрессивное значение» (1956), «Ленинская дружба народов» (1969; в соавторстве с Пермяк Ю. Е.). Был также одним из авторов фундаментальной работы «История Советского Туркменистана» (ч. 1‒2, 1970).